# اسرارالحکم
اسرار الحکم فی‌المفتتح والمختتم اثر ملا هادی سبزواری است که به سفارش ناصرالدین‌شاه قاجار تألیف شد. شاه در سفرش به خراسان از سبزواری خواست کتابی دربارهٔ مبدأ و معاد انسان و اسرار توحید بنویسد. کتاب در سال ۱۲۸۶ هجری قمری نوشته شد.
اسرارالحکم: در حکمت علمیه و عملیه به تصحیح سید ابراهیم میانجی با مقدمه توشی‌هیکو ایزوتسو و حواشی ابوالحسن شعرانی توسط انتشارات مولی در سال ۱۳۹۶ منتشر شد.